# Appledene

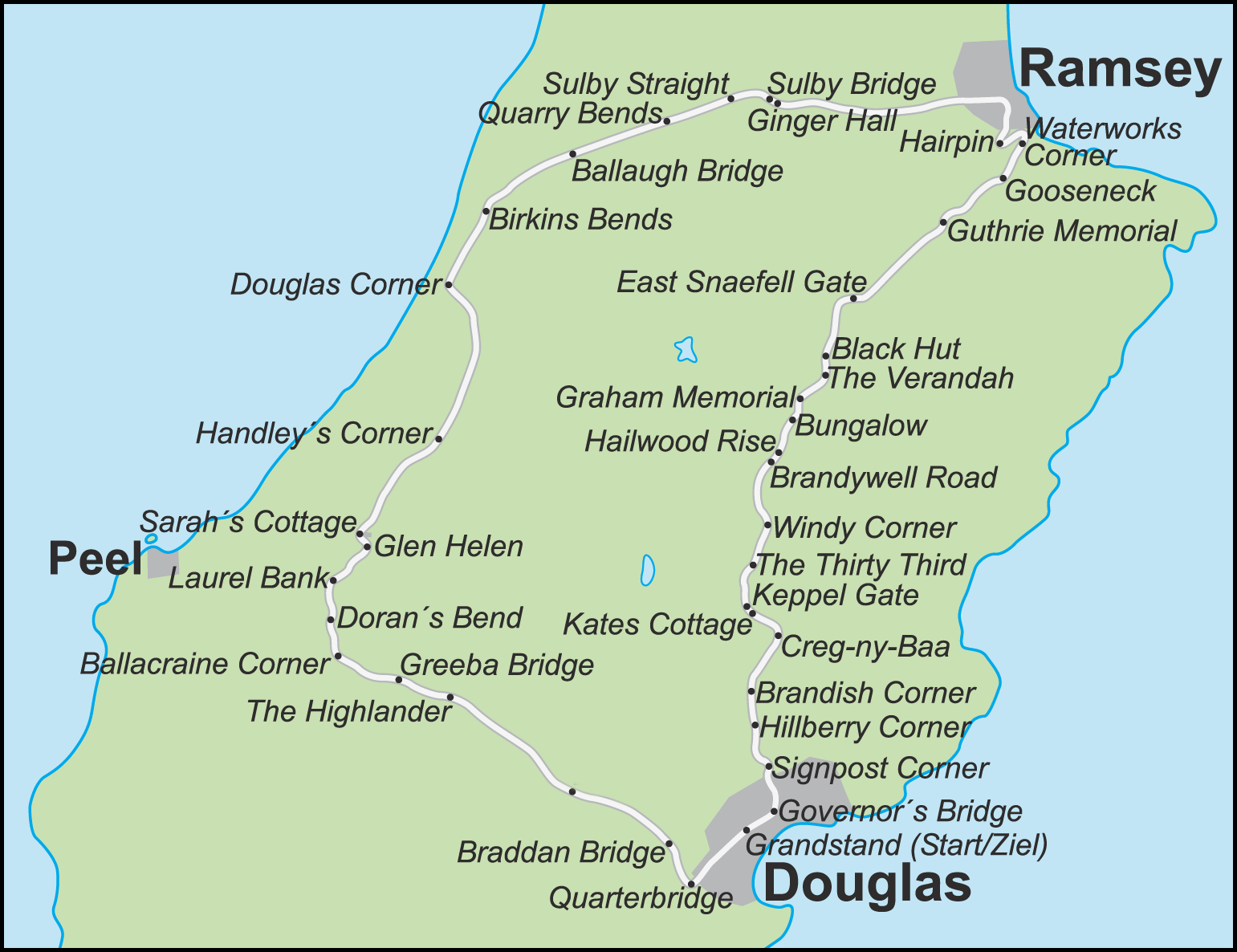
Op dit kaartje ligt Appledene tussen de Higlander en Greeba Bridge

Appledene (voorheen Shimmin's Corner) is een markant punt tussen de 6e- en de 7e mijlpaal van de Snaefell Mountain Course, het stratencircuit dat gebruikt wordt voor de Isle of Man TT en de Manx Grand Prix. Het ligt tussen de markante punten Greeba Castle en Greeba Bridge. Dit circuitdeel bestaat uit de A1 van Douglas naar Peel in de civil parish German op het eiland Man. Appledene maakte ook al deel uit van de Highroads Course en de Four Inch Course, waarop tussen 1904 en 1922 de Gordon Bennett Trial en de Tourist Trophy voor auto's werden verreden.

## Races
Als de coureurs Appledene naderen hebben ze juist snelheid opgebouwd na het bochtige gedeelte bij Greeba Castle. In de jaren twintig en -dertig was Appledene nog een zeer langzaam deel van het circuit, omdat de coureurs in een lage versnelling een scherpe bocht rondom de cottage "Appledene" moesten maken. In 1953 vonden verbeteringen plaats aan de A1. De cottage werd afgebroken om de weg te verbreden en recht te trekken. Toch blijft Appledene een moeilijk gedeelte, want de resterende snelle bochten vragen veel van de concentratie en de conditie van de coureurs. John McGuinness vond vooral de verkeerde verkanting lastig en met een snelle motorfiets moest hij zo snel van richting veranderen dat hij de machine via de voetsteunen van links naar rechts moest drukken.

## Central Valley (Greeba Gap)
Na de passage van de voormalige cottage Appledene wordt de weg richting Greeba Bridge weer even recht langs Central Valley, dat ook wel Greeba Gap wordt genoemd. Hier ligt de camping "Cronkdhoo Farm". Op dit snelle gedeelte kreeg Albert Moule in 1953 een zwaar ongeluk. De voorste framebuizen van zijn Mondial braken en daardoor verloor hij de controle volledig. Zijn gas stond helemaal open en Albert moest alle moeite doen om niet tegen de stenen muur aan de kant van de weg te vliegen. Hij vloog in een hooiberg en brak daarbij zijn schouderblad en een aantal ribben. Naar eigen zeggen kon hij de travelling marshal die hem ter plaatse dood verklaarde niet tegenspreken. Albert werkte later nog jaren als travelling marshal en moest daarom regelmatig op hoge snelheid langs de plaats van het ongeluk. Hij knikte dan altijd respectvol.

## Gebeurtenissen bij Appledene
Appledene bestaat uit een kleine cottage met daarvóór een bocht naar links en daarna een bocht naar rechts. De akkers aan de zuidkant van de weg zijn ommuurd, aan de noordkant staan bomen. Omdat de bochten met hoge snelheid genomen kunnen worden gebeuren er regelmatig ongelukken tijdens de races.
- Op 14 september 1951 verongelukte J.M. Crowe met een 500cc Norton Manx tijdens de Manx Grand Prix.
- Op 5 september 1961 verongelukte Fred Neville met een 350cc AJS 7R tijdens de Manx Grand Prix. Dit was de natste en koudste race die ooit werd geregistreerd en veel coureurs werden bevangen door de kou. Ze werden ook niet beschermd door stroomlijnkuipen, want die waren op grond van kostenoverwegingen verboden (de Manx Grand Prix was een race voor amateurs). In 1962 besloot de Manx Motor Cycle Club het gebruik van stroomlijnkuipen toe te staan.
- Op 4 september 1962 verongelukte Tom Pratt met een 350cc Norton Manx tijdens de Manx Grand Prix.
- Op 3 juni 1988 verongelukte Brian Warburton met een 600cc Honda tijdens de Production TT als onderdeel van de Isle of Man TT.
- Op 28 mei 1991 verongelukte Ian Young met een 250cc Suzuki tijdens de training voor de Isle of Man TT.

(Markante punten in cursief zijn onofficiële punten of worden alleen gebruikt binnen Marshal Sectors)
1e mijl:
TT Grandstand ·
Nobles Park ·
St Ninian's Crossroads ·
Bray Hill ·
Ago's Leap ·
Quarterbridge Road ·
1st Milestone ·
2e mijl:
Wal Handley Memorial Seat ·
Quarterbridge ·
Port-y-Chee Meadow ·
Braddan Bridge ·
Jubilee Oak ·
Braddan Bridge House ·
Braddan Depot ·
Snugborough (Cronk Dhoo) ·
2nd Milestone ·
3e mijl:
Union Mills (Mullen Dhoo, Mwyllin Dhoo Aah, Mullin Doway) ·
Railway Inn ·
Ballahutchin Hill (Elm Bank Hill) ·
3rd Milestone ·
4e mijl:
Ballafreer ·
Glenlough ·
Ballagarey Corner ·
Glen Vine (Glen Darragh) ·
Ballabeg ·
4th Milestone ·
5e mijl:
Crosby ·
Crosby Left (Vicarage Corner) ·
Crosby Cross-Roads ·
5th Milestone ·
6e mijl:
Crosby Hill (Ballaglonney Hill of Halfway Hill) ·
Halfway House (The Waggon & Horses) ·
St Trinian's ·
The Highlander ·
Greeba Verandah ·
Pear Tree Cottage ·
Greeba Castle ·
6th Milestone ·
7e mijl:
Appledene (Shimmin's Corner) ·
Central Valley (Greeba Gap) ·
Greeba Bridge ·
The Hawthorn ·
Knock Breck ·
Gorse Lea ·
7th Milestone ·
8e mijl:
Ballagarraghyn ·
Ballacraine ·
Ballaspur ·
Ballig ·
8th Milestone ·
9e mijl:
Ballig Bridge ·
Doran's Bend ·
Laurel Bank ·
9th Milestone ·
10e mijl
Glen Moar Mill ·
Black Dub ·
Quarter-Distance Marker ·
The Vaish ·
Glen Helen (Glen Rhenass) ·
Sarah's Cottage ·
Creg Willey's Hill ·
10th Milestone ·
11e mijl:
Lambfell Beg ·
Lambfell (Moar) Cottage ·
Cronk-y-Voddy (Cronk-y-Voddy Straight) ·
Cronk-y-Voddy Cross Roads ·
Molyneux's ·
Cronk Bane Farm ·
11th Milestone ·
12e mijl:
Drinkwater's Bend ·
Handley's Corner (Cronk-y-Fedjag, Ballamenagh) ·
12th Milestone ·
13e mijl:
McGuinness's (Shoughlaigue Bridge) ·
Ballaskyr ·
Barregarrow Cross Roads (Cronk Aashen) ·
Barregarrow ·
Little Bray ·
Barregarrow Bottom ·
Cammal Farm ·
Cronk Urleigh ·
13th Milestone ·
14e mijl:
Ballalonna Bridge ·
Westwood Corner ·
Ballakinnag ·
14th Milestone ·
15e mijl:
Douglas Road Corner ·
Glen Wyllin Corner ·
The Mitre ·
Dave Saville Memorial Seat ·
Kirk Michael ·
The White House ·
15th Milestone ·
16e mijl:
Birkin's Bend ·
Rhencullen ·
Bishopscourt ·
Bishopscourt Farm Bends ·
Bishopscourt Straight ·
Orrisdale North ·
16th Milestone ·
17e mijl:
Dub Cottage (Bishop's Dub) ·
Alpine Cottage ·
Balla Cobb ·
17th Milestone ·
18e mijl:
Ballaugh Bridge ·
Ballaugh ·
Gwen's ·
Ballacrye Corner ·
Ballacrye ·
18th Milestone ·
19e mijl:
Quarry Bends ·
Ballavolley ·
Wildlife Park ·
Sulby Straight ·
Half-distance Marker ·
19th Milestone ·
20e mijl:
Sulby ·
Sulby Glen Hotel ·
Sulby Crossroads ·
Sulby Bridge ·
20th Milestone ·
21e mijl:
Ginger Hall ·
Kerrowmoar ·
21st Milestone ·
22e mijl:
Glen Duff ·
Glentramman ·
Temple Corner (Water Through Corner) ·
Glentramman Loop Road ·
Churchtown ·
Caravan ·
22nd Milestone ·
23e mijl:
Lezayre War Memorial ·
Ballakillingan ·
Conker Fields ·
K-tree ·
Sky Hill ·
Milntown Cottage (Pinfold Cottage) ·
Milntown Bridge (Glen Auldyn Bridge) ·
Milntown ·
Gardener's Lane ·
23rd Milestone ·
24e mijl:
Lezayre Road ·
School House Corner (Crossags, Russel's Corner) ·
Parliament Square ·
Queen's Pier Road ·
Ramsey Depot ·
Cruickshanks Corner ·
May Hill ·
24th Milestone ·
25e mijl:
Whitegates ·
Stella Maris ·
Ramsey Hairpin ·
Little Gooseneck ·
Water Works Corner ·
Ballure Reservoir ·
Mountain Section ·
Tower Bends ·
25th Milestone ·
26e mijl:
Gooseneck ·
Joey's (26th Milestone) ·
27e mijl:
Guthrie's Memorial ·
The Cutting ·
27th Milestone ·
28e mijl:
Milligan's Bridge ·
Mountain Mile ·
28th Milestone ·
29e mijl:
Three-Quarter distance marker ·
Mountain Box (East Mountain Gate, East Snaefell Gate) ·
29th Milestone ·
30e mijl:
Casey's (Rice's Corner, George's Folly) ·
Black Hut (Stonebreakers Hut, Shepherd's Hut) ·
John Smyth Memorial Shelter ·
Verandah ·
30th Milestone ·
31e mijl:
Bungalow Bridge ·
Stonebridge ·
Les Graham Memorial ·
Bungalow Bends ·
McIntyre Box ·
Murray's Museum ·
Joey Dunlop Memorial ·
The Bungalow ·
31st Milestone ·
32e mijl:
Hailwood's Rise ·
Hailwood's Height ·
Brandywell (West Mountain Gate, Beinn-y-Phott Gate, Bungalow Gate) ·
Duke's (32nd Milestone) ·
33e mijl:
Windy Corner (Nobles Corner) ·
Nobles Park Road ·
Slieu Lhost Quarry ·
Thirty-Third (33rd Milestone) ·
34e mijl:
Keppel Gate (Clarke's Corner) ·
Kate's Cottage (Shepherd's House) ·
34th Milestone ·
35e mijl:
Creg-ny-Baa (the Keppel Hotel) ·
Gob-ny-Geay (Sunny Orchard) ·
35th Milestone ·
36e mijl:
Brandish Corner (Telegraph Hill, O'Donnell's en Upper Hillberry Corner) ·
Hillberry Corner ·
36th Milestone ·
37e mijl:
Glen Dhoo Farm ·
Hillberry Road ·
Cronk-ny-Mona ·
Johnny Watterson's Lane ·
Signpost Corner ·
Bedstead Corner ·
The Nook ·
37th Milestone ·
38e mijl:
Bemahague ·
Governor's Bridge ·
Governor's Dip ·
Glencrutchery Road ·
38th Milestone